# Don’t Start Now (singel Duy Lipy)
Don’t Start Now – utwór angielskiej piosenkarki Duy Lipy, wydany 31 października 2019 roku nakładem wytwórni Warner Records, jako główny singel promujący jej drugi album studyjny, Future Nostalgia. Autorami tekstu są Lipa, Caroline Furoyen, Emily Warren oraz jego producent, Ian Kirkpatrick. Jest to siódme nagranie w dorobku muzycznym piosenkarki, które dotarło do pierwszej dziesiątki listy UK Singles Chart, a zarazem czwarte w notowaniu Irish Singles Chart] obejmujące jej szczyt.

## Geneza i kompozycja
„Don’t Start Now” zostało napisane przez Lipę, Furoyen, Warren a także Kirkpatricka. W październiku 2019, tuż przed oficjalnym wypuszczeniem utworu, artystka usunęła wszystkie posty, wpisy oraz zdjęcia na swoich oficjalnych profilach na różnych portalach społecznościowych, po czym potwierdziła na jego temat wszystkie informacje. W oświadczeniu, Lipa odniosła się również do znaczenia wydania singla, cytując:

Wchodzę w nową erę z nowym brzmieniem! Jest ona o pójściu dalej i nie pozwoleniu innym przez nią przejść. To także był jakby pierwszy, naturalny wybór piosenki, gdyż stworzyłam ją z tą samą, genialną ekipą, z którą wykreowałam także „New Rules”.

Ponad trzyminutowe nagranie zawiera produkcję wykorzystującą elementy muzyki disco, co było zauważalne dla niektórych krytyków muzycznych, a także „niski rejestr wokalny” Lipy „szybujący między syntezatorami i elektro-wiolinowymi dźganiami” oraz „wydrążoną perkusję przypominającą krowi dzwonek”. Lirycznie, „Don’t Start Now” opowiada o byłej, drugiej połówce, która idzie dalej po zakończeniu związku miłosnego, gdzie piosenkarka wykonuje w pre-refrenie wersy: „Jeżeli nie chcesz mnie zobaczyć tańczącą z kimś innym / Jeżeli chcesz uwierzyć, że cokolwiek może mnie zatrzymać”.

## Przyjęcie krytyczne
Caitlin Kelley z magazynu Forbes opisała utwór z mianem „odjechanej linii basowej, która mogła by dać Charliemu Puthowi bieg po swoje pieniądze”, dopóki „nie uderzy w awarię, gdzie struny z odmianami disco wypaczają się w klubowy banger”.

## Teledysk
Wideoklip, nakręcony przez Nabila Elderkina miał swoją premierę tego samego dnia, co sam singel, wraz z jego oficjalnym zwiastunem dodanym dzień wcześniej.

## Występy na żywo
W piątek, 1 listopada 2019 roku, Lipa wykonała po raz pierwszy „Don’t Start Now” w talk-show Grahama Nortona emitowanego na kanale BBC One. W niedzielę, 3 listopada utwór doczekał się również swojego występu na 26. ceremonii rozdania nagród Europejskich Nagród Muzycznych MTV w Sewilli.

## Personel
Opracowane na podstawie materiału źródłowego.
- Dua Lipa – wokal, autor tekstu
- Caroline Ailin – autor tekstu, produkcja wokali
- Ian Kirkpatrick – produkcja, autor tekstu, inżynieria, programowanie, produkcja wokali
- Emily Warren – autor tekstu
- Elijah Marrett-Hitch – inżynier miksowania
- Drew Jurecka – wiolonczela basowa, aranżacja smyczków, inżynier dźwięku, altówka, wiolonczela
- Chris Gehringer – mastering
- Josh Gudwin – miksowanie

## Notowania

### Notowania cotygodniowe
| Terytorium        | Notowanie (2019–2020)        | Najwyższa pozycja | Przyp. |
| ----------------- | ---------------------------- | ----------------- | ------ |
| Argentyna         | Argentina Hot 100            | 12                | [ 17 ] |
| Australia         | Top 50 Singles               | 2                 | [ 18 ] |
| Austria           | Ö3 Austria Top 40            | 6                 | [ 19 ] |
| Belgia            | Ultratop 50 Flanders         | 2                 | [ 20 ] |
| Belgia            | Ultratop 50 Wallonia         | 3                 | [ 21 ] |
| Boliwia           | Top 20 General               | 7                 | [ 22 ] |
| Brazylia          | Top 10 Streaming             | 1                 | [ 23 ] |
| Brazylia          | Top 100 Airplay              | 30                | [ 24 ] |
| Bułgaria          | Световният ТОП 10            | 3                 | [ 25 ] |
| Chorwacja         | Airplay Radio Charta         | 1                 | [ 26 ] |
| Chile             | Top 20 General               | 4                 | [ 27 ] |
| Czechy            | Rádio Top 100                | 2                 | [ 28 ] |
| Czechy            | Singles Digitál Top 100      | 4                 | [ 29 ] |
| Dania             | Track Top-40                 | 4                 | [ 30 ] |
| Dominikana        | Top Semanal                  | 12                | [ 31 ] |
| Ekwador           | Top 100 Ecuador              | 1                 | [ 32 ] |
| Estonia           | Eesti Tipp-40                | 4                 | [ 33 ] |
| Finlandia         | Suomen virallinen lista      | 13                | [ 34 ] |
| Francja           | Top Singles                  | 12                | [ 35 ] |
| Irlandia          | Irish Singles Chart          | 1                 | [ 36 ] |
| Islandia          | TÓNLISTINN – LÖG             | 2                 | [ 37 ] |
| Japonia           | Japan Hot 100                | 79                | [ 38 ] |
| Kanada            | Canadian Hot 100             | 3                 | [ 39 ] |
| Kanada            | Canada AC                    | 3                 | [ 40 ] |
| Kanada            | Canada CHR/Top 40            | 1                 | [ 41 ] |
| Kanada            | Canada Hot AC                | 2                 | [ 42 ] |
| Korea Południowa  | Gaon Digital Chart           | 22                | [ 43 ] |
| Liban             | The Official Lebanese Top 20 | 7                 | [ 44 ] |
| Litwa             | SINGLŲ TOP100                | 2                 | [ 45 ] |
| Łotwa             | Mūzikas Patēriņa Tops        | 4                 | [ 46 ] |
| Malezja           | Top 20                       | 5                 | [ 47 ] |
| Meksyk            | Mexico Airplay               | 2                 | [ 48 ] |
| Meksyk            | Top streaming semanal        | 7                 | [ 49 ] |
| Niemcy            | Top 100 Single               | 10                | [ 50 ] |
| Norwegia          | Topp 40 Singles              | 5                 | [ 51 ] |
| Nowa Zelandia     | NZ Top 40 Singles            | 3                 | [ 52 ] |
| Grecja            | Digital Singles Chart        | 3                 | [ 53 ] |
| Hiszpania         | Top 100 songs                | 12                | [ 54 ] |
| Holandia          | Dutch Top 40                 | 2                 | [ 55 ] |
| Holandia          | Single Top 100               | 5                 | [ 56 ] |
| Panama            | Top 20 General               | 12                | [ 57 ] |
| Paragwaj          | Top 20 General               | 7                 | [ 57 ] |
| Peru              | Top 20 General               | 6                 | [ 57 ] |
| Polska            | AirPlay – Top                | 4                 | [ 58 ] |
| Portugalia        | Top 200 Singles              | 3                 | [ 59 ] |
| Rosja             | Airplay Chart                | 7                 | [ 60 ] |
| Rumunia           | Airplay 100                  | 8                 | [ 61 ] |
| Salwador          | Top 20 General               | 9                 | [ 62 ] |
| Singapur          | International Top Charts     | 1                 | [ 63 ] |
| Słowacja          | Rádio Top 100                | 3                 | [ 64 ] |
| Słowacja          | Singles Digitál Top 100      | 3                 | [ 65 ] |
| Słowenia          | SloTop50                     | 1                 | [ 66 ] |
| Stany Zjednoczone | Hot 100                      | 2                 | [ 67 ] |
| Stany Zjednoczone | Adult Contemporary           | 6                 | [ 68 ] |
| Stany Zjednoczone | Adult Top 40                 | 1                 | [ 69 ] |
| Stany Zjednoczone | Dance/Mix Show Airplay       | 1                 | [ 70 ] |
| Stany Zjednoczone | Dance Club Songs             | 1                 | [ 71 ] |
| Stany Zjednoczone | Mainstream Top 40            | 1                 | [ 72 ] |
| Stany Zjednoczone | Rhytmic                      | 31                | [ 73 ] |
| Stany Zjednoczone | Rolling Stone Top 100        | 3                 | [ 74 ] |
| Szkocja           | Scottish Singles             | 2                 | [ 75 ] |
| Szwajcaria        | Singles Top 100              | 7                 | [ 76 ] |
| Szwecja           | Veckolista Singlar           | 12                | [ 77 ] |
| Ukraina           | Airplay Chart                | 19                | [ 78 ] |
| Urugwaj           | Top 20 General               | 7                 | [ 79 ] |
| Węgry             | Rádiós Top 40                | 1                 | [ 80 ] |
| Węgry             | Single Top 40                | 2                 | [ 81 ] |
| Węgry             | Stream Top 40                | 2                 | [ 82 ] |
| Wielka Brytania   | UK Singles Chart             | 2                 | [ 83 ] |
| Włochy            | FIMI Singles Chart           | 11                | [ 84 ] |

### Notowania końcoworoczne
| Terytorium | Notowanie (2019) | Najwyższa pozycja | Przyp. |
| ---------- | ---------------- | ----------------- | ------ |
| Holandia   | Dutch Top 40     | 68                | [ 85 ] |
| Rosja      | Airplay Chart    | 168               | [ 86 ] |
| Węgry      | Top 50 Singles   | 77                | [ 87 ] |

## Certyfikaty i sprzedaż
| Kraj                         | Certyfikat          | Sprzedaż   |
| ---------------------------- | ------------------- | ---------- |
| Australia (ARIA)             | 8× platynowa płyta  | 560 000+   |
| Austria (IFPI Austria)       | 3× platynowa płyta  | 90 000+    |
| Belgia (BEA)                 | 2× platynowa płyta  | 80 000+    |
| Brazylia (Pro-Música Brasil) | 3× diamentowa płyta | 480 000+   |
| Dania (IFPI Danmark)         | 3× platynowa płyta  | 270 000+   |
| Francja (SNEP)               | diamentowa płyta    | 333 333+   |
| Hiszpania (Promusicae)       | 5× platynowa płyta  | 300 000+   |
| Kanada (MC)                  | diamentowa płyta    | 800 000+   |
| Niemcy (BVMI)                | 3× złota płyta      | 600 000+   |
| Norwegia (IFPI Norge)        | 3× platynowa płyta  | 180 000+   |
| Nowa Zelandia (RMNZ)         | 7× platynowa płyta  | 210 000+   |
| Polska (ZPAV)                | diamentowa płyta    | 100 000+   |
| Portugalia (AFP)             | 7× platynowa płyta  | 70 000+    |
| Stany Zjednoczone (RIAA)     | 4× platynowa płyta  | 4 000 000+ |
| Wielka Brytania (BPI)        | 4× platynowa płyta  | 2 400 000+ |
| Włochy (FIMI)                | 3× platynowa płyta  | 210 000+   |

## Historia wydania
| Region            | Data                 | Format                      | Wersja                       | Wytwórnia      | Ref.    |
| ----------------- | -------------------- | --------------------------- | ---------------------------- | -------------- | ------- |
| Świat             | 31 października 2019 | digital download, streaming | Oryginalna                   | Warner Records | [ 119 ] |
| Australia         | 1 listopada 2019     | Contemporary hit radio      | Oryginalna                   | Warner Records | [ 120 ] |
| Włochy            | 1 listopada 2019     | Contemporary hit radio      | Oryginalna                   | Warner Records | [ 121 ] |
| Wielka Brytania   | 1 listopada 2019     | Contemporary hit radio      | Oryginalna                   | Warner Records | [ 122 ] |
| Stany Zjednoczone | 5 listopada 2019     | Contemporary hit radio      | Oryginalna                   | Warner Records | [ 123 ] |
| Świat             | 26 listopada 2019    | Digital download, streaming | Dom Dolla Remixes            | Warner Records | [ 124 ] |
| Świat             | 6 grudnia 2019       | Digital download, streaming | Purple Disco Machine Remixes | Warner Records | [ 125 ] |
| Świat             | 6 grudnia 2019       | Digital download, streaming | Zach Witness Remixes         | Warner Records | [ 126 ] |
| Świat             | 18 grudnia 2019      | Digital download, streaming | Kungs Remix                  | Warner Records | [ 127 ] |
| Świat             | 10 stycznia 2020     | Digital download, streaming | Remix EP                     | Warner Records | [ 128 ] |
| Świat             | 24 stycznia 2020     | Digital download, streaming | Regard Remix                 | Warner Records | [ 129 ] |
| Świat             | 21 lutego 2020       | Digital download, streaming | Live in LA Remix             | Warner Records | [ 130 ] |
| Świat             | 11 września 2020     | Digital download, streaming | Kaytranada Remix             | Warner Records | [ 131 ] |
| Świat             | 11 września 2020     | Digital download, streaming | Yaeji Remix                  | Warner Records | [ 132 ] |